# Quyền LGBT ở Guernsey
Quyền đồng tính nữ, đồng tính nam, song tính và chuyển giới (tiếng Anh: lesbian, gay, bisexual and transgender; tiếng Pháp: lesbiennes, gays, bisexuels et transgenres) ở phụ thuộc vương miện Anh của Guernsey đã được cải thiện đáng kể trong những thập kỷ qua. Hoạt động tình dục đồng giới cho cả nam và nữ là hợp pháp ở Guernsey. Hôn nhân đồng giới đã hợp pháp kể từ ngày 2 tháng 5 năm 2017 tại Guernsey và kể từ ngày 14 tháng 6 năm 2018 ở sự phụ thuộc của nó, Alderney. Tuy nhiên, hôn nhân đồng giới không hợp pháp ở sự phụ thuộc khác của nó, Sark. Guernsey là phần duy nhất của Quần đảo Anh chưa bao giờ ban hành luật đối tác dân sự, mặc dù quan hệ đối tác dân sự được thực hiện trong Vương quốc Anh đã được công nhận cho các mục đích kế nhiệm. Kể từ tháng 4 năm 2017, các cặp đồng giới có thể nhận con nuôi ở toàn bộ Bailiwick. Phân biệt đối xử dựa trên xu hướng tính dục và bản dạng giới đã bị cấm từ năm 2004. Người chuyển giới có thể thay đổi giới tính hợp pháp kể từ năm 2007.

## Bảng tóm tắt
| Hoạt động tình dục đồng giới hợp pháp                                                                                       | (Từ năm 1984)                                                            |
| Độ tuổi đồng ý (16) | (Từ năm 2012)                                                            |
| Luật chống phân biệt đối xử chỉ trong việc làm                                                                              | (Từ năm 2004)                                                            |
| Luật chống phân biệt đối xử trong việc cung cấp hàng hóa và dịch vụ                                                         | (Từ năm 2004)                                                            |
| Luật chống phân biệt đối xử trong tất cả các lĩnh vực khác (bao gồm phân biệt đối xử gián tiếp, ngôn từ kích động thù địch) | (Từ năm 2004)                                                            |
| Hôn nhân đồng giới | / (Kể từ năm 2017 ở Guernsey và 2018 ở Alderney; không áp dụng cho Sark) |
| Công nhận các cặp đồng giới                                                                                                 | / (Từ năm 2012 ở Guernsey và 2016 ở Alderney; không áp dụng cho Sark)    |
| Con nuôi của các cặp vợ chồng đồng giới                                                                                     | (Từ năm 2017)                                                            |
| Con nuôi chung của các cặp đồng giới                                                                                        | (Từ năm 2017)                                                            |
| Người LGBT được phép phục vụ công khai trong quân đội                                                                       | (Anh chịu trách nhiệm quốc phòng)                                        |
| Quyền thay đổi giới tính hợp pháp                                                                                           | (Từ năm 2007)                                                            |
| Truy cập IVF cho các cặp đồng tính nữ                                                                                       | (Từ năm 2009)                                                            |
| Mang thai hộ thương mại cho các cặp đồng tính nam                                                                           | (Cấm cho các cặp vợ chồng dị tính cũng vậy)                              |
| NQHN được phép hiến máu | / (Thời gian trì hoãn 1 năm)                                             |